# Spiking
Spiking是一款移动网络交易平台，可提供关于亚洲与澳洲中10家股票交易市场(ASX, HKEx, BSE ,  NSE, MYX, PSE, SGX, SET, HNX, HOSE)的金融信息。投资者可以根據该手机应用跟踪公司董事和大股东的股票动态以及公司的主要股东或投资者的相关信息。

## 股市追踪
- 澳洲證券交易所 (ASX)
- 香港交易所 (HKEx)
- 印度 - 孟买证券交易所 (BSE) 和 印度国家证券交易所 (NSE)
- 马来西亚股票交易所 (MYX)
- 菲律宾港交易所 (PSE)
- 新加坡交易所 (SGX)
- 泰國證券交易所 (SET)
- 越南 - 河內證券交易所 (HNX) 和 胡志明市證券交易所 (HOSE)